# سلمان خلیل‌پور
سلمان خلیل پور متولد ۱۱ بهمن ۱۳۶۲ در شهر آمل، مهندس متالورژی،دکترای حقوق بشر  شاعر و نویسنده چپ‌گرا، فعال حقوق بشر، زندانی سیاسی، موزیسین و روزنامه‌نگار آزاد و بدون مرز معاصر وی در سال ۱۳۹۳ پس از کشته شدن برادرش سهیل به دست عوامل اطلاعات و امنیت جمهوری اسلامی ایران دستگیر و در دادگاه انقلاب اسلامی آمل به جرم توهین به رهبری، اقدام علیه امنیت ملی، تشویش اذهان عمومی و برهم زدن نظم عمومی، ارتباط با عناصر بیگانه و گروه‌های مخالف نظام به ۶ سال حبس، تحمل ۱۲۰ ضربه تازیانه، پرداخت جریمه نقدی سنگین، ممنوعیت از هر گونه فعالیت حزبی و سیاسی و ممنوعیت از مشاغل دولتی محکوم شد. وی سابقه حبس در زندانهای آمل، وکیل آباد و گوهردشت کرج را دارد و هم‌اکنون در حال سپری نمودن دوران محکومیت خود در زندان دیزل آباد کرمانشاه می‌باشد. سلمان خلیل پور طی گذراندن مدت محکومیت خود چندین بار مورد سوءقصد و حمله از سوی زندانیان جرائم عمومی و اجتماعی در زندان قرار گرفت که منجر به ایجاد جراحات عمیق در اندامهای حیاتی وی گشت.
برادر وی جاویدنام زنده یاد مهندس سهیل خلیل پور، از فعالین شناخته شده سیاسی و حقوق بشری و زندانیان سیاسی سابق بود که بعد از آزادی به طرز ناجوانمردانه ای توسط عوامل اطلاعاتی ربوده و کشته شد و پیکر بیجانش در کنار بیمارستان امام رضا آمل رها شد. حتی به خانواده اش اجازه کالبد شکافی و تدفین در شهر آمل داده نشد و پیکرش در روستایی نزدیک آمل به خاک سپرده شد